# Drenik
Drenik je naselje v Občini Škofljica.